# بارك جونغ-وو
بارك جونغ-وو (هانغل: 박용우) هو لاعب كرة قدم كوري جنوبي في مركز الوسط، ولد في 10 سبتمبر 1993 في كوريا الجنوبية يلعب في نادي العين الإماراتي. شارك مع منتخب كوريا الجنوبية تحت 23 سنة لكرة القدم. أما مع النوادي، فقد لعب مع نادي سول.

## وصلات خارجية
- بارك جونغ-وو على موقع دوري كوريا الجنوبية (الإنجليزية)
- بارك جونغ-وو على موقع قاعدة بيانات كرة القدم.إي يو (الإنجليزية)
- بارك جونغ-وو على موقع ناشيونال فوتبول تيمز (الإنجليزية)
- بارك جونغ-وو على موقع Soccerway.com (الإنجليزية)
- بارك جونغ-وو على موقع أوليمبيديا (الإنجليزية)